# مدرسة النحو البصرية
النُحاة في البصرة عاش أول النحاة خلال القرن السابع في مدينة البصرة، المدينة، التي تطورت من معسكر عسكري، مع تشييد المباني حوالي عام 638 ميلادي، أصبحت المركز الفكري للقواعد اللغوية واللغويين والشعراء وعلماء الفلك وعلماء الأنساب والتقليديين وعلماء الحيوان وعلماء الأرصاد الجوية، وقبل كل شيء من تفسير القرآن والحديث من مختلف أنحاء العالم الإسلامي، كان هؤلاء العلماء في العصر الذهبي الإسلامي رواد في الأسلوب الأدبي وعلوم قواعد اللغة العربية بالمعنى الأوسع، أصبحت تعاليمهم وكتاباتهم شريعة اللغة العربية، بعد فترة وجيزة من تأسيس مدرسة البصرة، تم إنشاء مدرسة منافسة في مدينة الكوفة حوالي 670، من قبل علماء الفلك المعروف باسم نُحاة الكوفة، نشأت منافسة شديدة بين المدرستين، وكثيراً ما كانت الخلافات العامة والأحكام بين العلماء تعقد بناءً على طلب من المحاكم الخليفة، في وقت لاحق، انتقل العديد من العلماء إلى المحكمة في بغداد، حيث تطورت مدرسة ثالثة مزجت العديد من الخصائص الإيديولوجية واللاهوتية للاثنتين، حمل العديد من علماء اللغة نفوذًا كبيرًا وسلطة سياسية بوصفهم من رفقاء المحاكم والمدرسين، للخلفاء، وتم الاحتفاظ بالكثير منهم في معاشات تقاعدية كبيرة.
يقدم النديم مؤلف كتاب «كتاب الفهرست» في القرن العاشر، مجموعة من السيرة الذاتية للشخصيات الرائدة في المدرستين، ويبدو أنها المصدر الأول، ومع ذلك، يمكن العثور على تفاصيل السيرة الذاتية المُعززة إلى حد كبير في عدد من القواميس الموسوعية اللاحقة، من قبل مؤلفين مثل ابن خليكان وسويوتي وغيرهم، تمثل البصرة والكوفة، ومن بعدها بغداد، المدارس الرئيسية للابتكار والتطوير في قواعد اللغة العربية وعلامات الترقيم واللغويات واللغة وعلم التفسير القرآني والحكايات والحديث والشعر والأدب.

## علماء اللغة الرائدين
- أبو عمرو البصري بن العلا (حوالي 689-770)، المولود في مكة وتوفي في الكوفة؛ عالم بارز وواحد من القراء السبعة للقرآن، لقد أحرق مجموعاته من الشعر القديم، لتكريس نفسه للدين.[2][3]
- الأصمعي عبد الملك بن غريب (739-833) إنساني عظيم ازدهر تحت حكم هارون الرشيد.[4][5][6]
- الدؤلي، أبوالأسود سليم بن عمرو بن سفيان (حوالي 605-688) منشئ قواعد اللغة العربية ومؤسس مدرسة البصرة.[7][8]
- ابن دريد، حصل أبو بكر محمد بن الحسن (837-934)، عالم فيزياء وأخصائي أنساب وشاعر، على معاش من الخليفة المقتدر لمساهمته في العلوم؛ الأعمال الرئيسية، قصيدته الشهيرة «المقرة»، معجم ضخم (آل جمرة في لوغا) وأطروحة عن الأنساب في القبائل العربية (كتاب الإشتاق).[9][10]
- أبو علي الفارسي، وأبي علي الحسن بن أحمد بن الغفار (901-987)، ذهب إلى بغداد وخدم في الدولة الحمدانية لسيف الدولة ومحكمة عضد الدولة.[11][12]
- يونس بن حبيب، أبو عبد الرحمن (توفي 798) فارسي، خبير في الجرام، عاش 88 سنة، منشئ اللغات (العامية)؛ كتاب الأشكال الكبيرة النادرة [في القرآن]؛ التشبيهات (الأمثال)؛ كتاب صغير من الأشكال النادرة.[13][14]
- معمر بن المثنى (حوالي 728-824).[15][16][17][18]
- أبو سعيد الحسن بن الحسين السكري (ت 889)
- أبو عمر صالح بن إسحاق الجرمي
- الخليل بن أحمد الفراهيدي
- المبرد
- قطرب
- سيبويه
- عيسى بن عمر الثقفي
- أبو إسحاق الزجاج

## علماء آخرون
- عفار بن لقيط.[19][20]
- أبو البيضاء الرباحي، رجل قبيلة، شاعر وعالم لغة.[19][20]
- أبو عرار، عرب بنو إيجل، شاعر، مصفف أدبي ولغوي.[21]
- أبو زياد السمووي الكلابي، الرحل العربي، من بنو أمير بن كيلاب.[22][23][24][25][26][27]
- أبو مالك عمرو بن قريرة، عربي، "وراق" وخبير معروف في اللغة العامية، يحفظ مجموعة من الكتب: مزاج الإنسان؛ الخيول[28][29][30][31][32][33][34].
- أبو سوار الغنوي، (ط. ج9) مرجعية الكلمات العربية[30][35][34]

## طالع أيضًا
- نقوش عربية قبل الإسلام
- مدارس النحو والصرف
- مدرسة النحو الكوفية
- مدرسة النحو البغدادية
- مدرسة النحو الأندلسية
- مدرسة النحو المصرية